# MP-444黑豹式手槍
MP-444 “黑豹”（以下簡稱為“黑豹”）是一款由俄罗斯聯邦槍械設計師弗拉基米爾·亞雷金（英語：Vladimir Yarygin）領導的設計團隊所研製、槍械製造商伊熱夫斯克機械工廠（俄語：Концерн „Калашников“，俄语罗马化：Kontsern Kalashnikova；前稱：俄語：，簡稱：IZHMEKH）為了取代馬卡洛夫手槍而生產的現代型半自動手槍，發射.380 ACP、9×18毫米馬卡羅夫和9×19毫米帕拉貝倫三種手枪子弹。

## 組成
黑豹的底把是由強大的熱固性塑料作為外殼，並將構造成這一款輕量級武器的工程鋼元素鑲嵌於塑料構造以內而成。槍管中的閉鎖／開鎖週期的行程是由兩個斜面之間的相互作用來實現；主要斜面位於槍管下部，而輔助斜面則位於複進及緩衝機構的底座上。該槍具有手動保險鎖和自動撞針保險裝置，並採用了可拆卸式、箱型、雙排式彈匣供彈。
緩衝器位於槍管和套筒兩者的極端後方位置，提供予吸收和減少它們之間衝擊以提升精度。撞針具有特殊的待擊功能，這點看起來就像一把標準手槍的擊錘。這種結構使射手能以手動方式讓撞針待擊，從而能夠雙動操作或是在撞針於初步待擊以下操作。抽殼鈎具有雙重功能：抽出空彈殼和作為彈匣裡還有下一發子彈的指標。即是，如果抽殼鈎的前尖稍為隆起，就是手槍還有子彈；如果抽殼鈎的前尖是平齊的，那就表示手槍耗盡子彈了。

## 使用國
- ：自2004年開始採用，並且用作訓練手槍。[4][5]
- 俄羅斯

## 流行文化

### 电子游戏
- 2005年—：命名為「MR-444」，載彈量15發，由中東聯盟、俄羅斯特種部隊、中東反抗軍和俄羅斯叛軍所使用，其中特種部隊和狙擊手可以裝上消聲器。

## 資料來源
1. ↑  MP＝機械廠
2. 1 2  Dragunov, Mikhail. . Military Parade JMC. March–April 1999: 1  [25 January 2010]. （原始内容存档于2008-05-10） （英语）.
3. ↑  .   [2014-05-30]. （原始内容存档于2020-09-24）.
4. ↑  註冊號：2.2.1/001 運動訓練槍械 MP-444「黑豹」（“Регистрационный номер: 2.2.1/001 Пистолет спортивно-тренировочный БАГИРА МР 444”）
2003年12月23日的哈薩克斯坦共和國政府第1304號法令“關於於2004年核准的民用和軍用武器和彈藥的國家地籍”（Постановление Правительства Республики Казахстан № 1304 от 23 декабря 2003 года «Об утверждении Государственного кадастра гражданского и служебного оружия и патронов к нему на 2004 год»）
5. ↑  註冊號：2.2.1/001 運動訓練槍械 MP-444「黑豹」（“Регистрационный номер: 2.2.1/001 Пистолет спортивно-тренировочный БАГИРА МР 444”）
2006年12月28日哈薩克斯坦共和國政府第1305號法令“關於於2007年批准使用其他國家的民用及軍用武器和彈藥存貨”（Постановление Правительства Республики Казахстан № 1305 от 28 декабря 2006 года "Об утверждении Государственного кадастра гражданского и служебного оружия и патронов к нему на 2007 год"）

## 外部連結
- （英文）—.   [2014-05-30]. 原始内容存档于2009-03-08.
- （俄文）—.   [2014-05-30]. （原始内容存档于2013-07-06）.
- （俄文）—Энциклопедия Вооружений－МР-444 Багира （页面存档备份，存于）